# フィンランド正教会
フィンランド正教会（フィンランド語: Suomen ortodoksinen kirkko, スウェーデン語: Ortodoxa kyrkan i Finland, 英語: Finnish Orthodox Church）は、世界の正教会とフル・コミュニオンの関係にある自治正教会の一つである。信徒数は約6万人でこれはフィンランドの人口の1%強であるが、正教はルター派に次ぐフィンランドの国教と位置付けられ、フィンランド福音ルター派教会と同様に国家からの財政補助を受けている。
正教会は一カ国に一つの教会組織を具える事が原則だが（フィンランド正教会以外の例としてはギリシャ正教会、ロシア正教会、ルーマニア正教会、日本正教会など。もちろん例外もある）、これら各国ごとの正教会が異なる教義を信奉している訳では無く、同じ信仰を有している。

## 歴史
フィンランドにおける正教の歴史を概観する。
ただしフィンランド正教会の草創は、帰属が著しく変動したカレリア地方を中心としている。カレリアは中世から近世にかけてはスウェーデン王国とノヴゴロド公国（ノヴゴロド共和国）との間で、近代以降はスウェーデン・フィンランド大公国・ロシア帝国との間で国境の変動の大きかった地域であった。現代における国家としてのフィンランド共和国の領域と、本項で用いる「フィンランド」が指す領域は、必ずしも一致する地域を指すわけではない。

### 初期の伝道

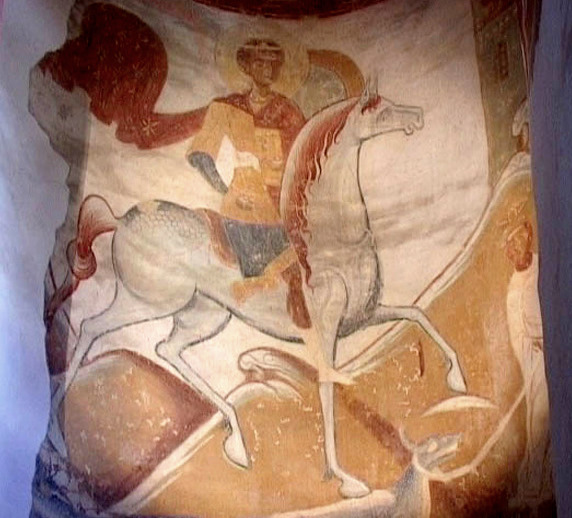
1167年にカレリア人によって描かれた、聖大致命者凱旋者ゲオルギイのフレスコ画イコン。

12世紀というほぼ同時期に、フィンランドにおけるキリスト教は東西教会の両方から伝えられた。正教はカレリア地方へのルーシからの修道士を通して、カトリック教会はスウェーデンからの宣教師によって、それぞれ伝道された。フィンランド人の大多数はスウェーデンから伝道されたカトリック教会を信仰するに至ったが、カレリアにおいてはルーシ（ノヴゴロド）と隣接する地理関係により正教が浸透した。

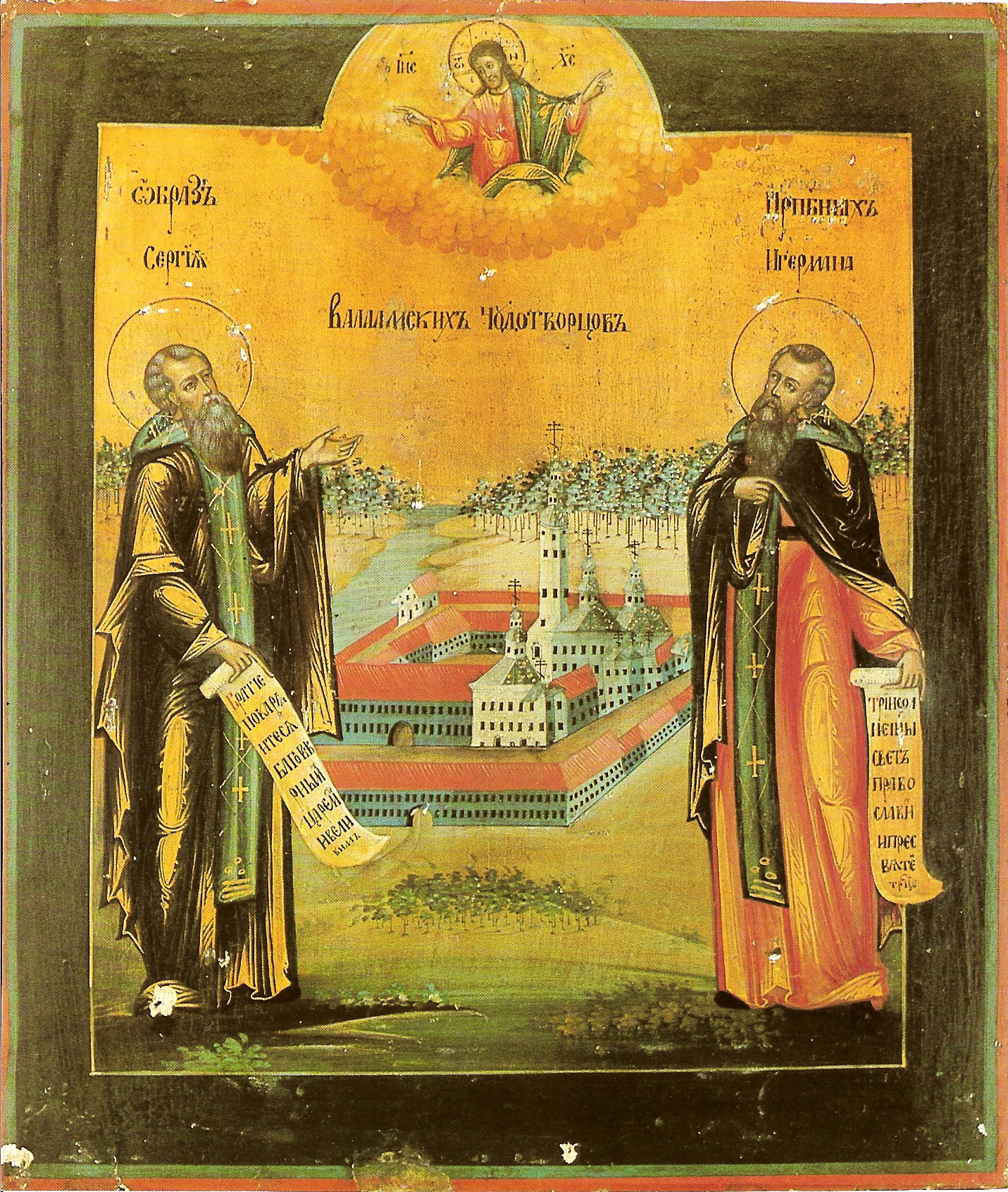
ヴァラーム修道院を創健したと伝えられる、ギリシャ人修道士聖セルギオスと、その協力者であったカレリア人聖ゲルマンのイコン。

草創期においてはラドガ湖のヴァラーム島にあるヴァラーム修道院が、その創立年代に関する様々な推測がなされているものの、フィンランドにおける正教の伝道にあたって大きな役割を果たしたとされている。またヴァラーム修道院の働きを強めるため、コネヴィツァ修道院がラドガ湖の別の島に建設された。創設者の修道士アルセニイはロシアの修道士であり、アトス山での数年間の修道生活の経験があった。
16世紀にはカレリアのみならず北フィンランドにも伝道が行われ、修道士トリフォンによりラップランドに多くの教会が建てられた。1533年にはペツァモに修道院が建てられた。またトリフォンは修道士テオドリトと協力し合い、ラップランド語への聖書および祈祷書の翻訳も行った。1583年にトリフォンは永眠した。

### 東西教会の狭間
東西両教会によりほぼ同時期に宣教が行われ、さらにロシア（ロシアが統一国家としてまだ成り立っていない時期にはノヴゴロド共和国）とスウェーデンという強国に挟まれたフィンランドは、信教の面でも東西両教会の前哨・狭間となった。この事により、正教は西方教会を奉じる国家権力から弾圧を受けることもあった。

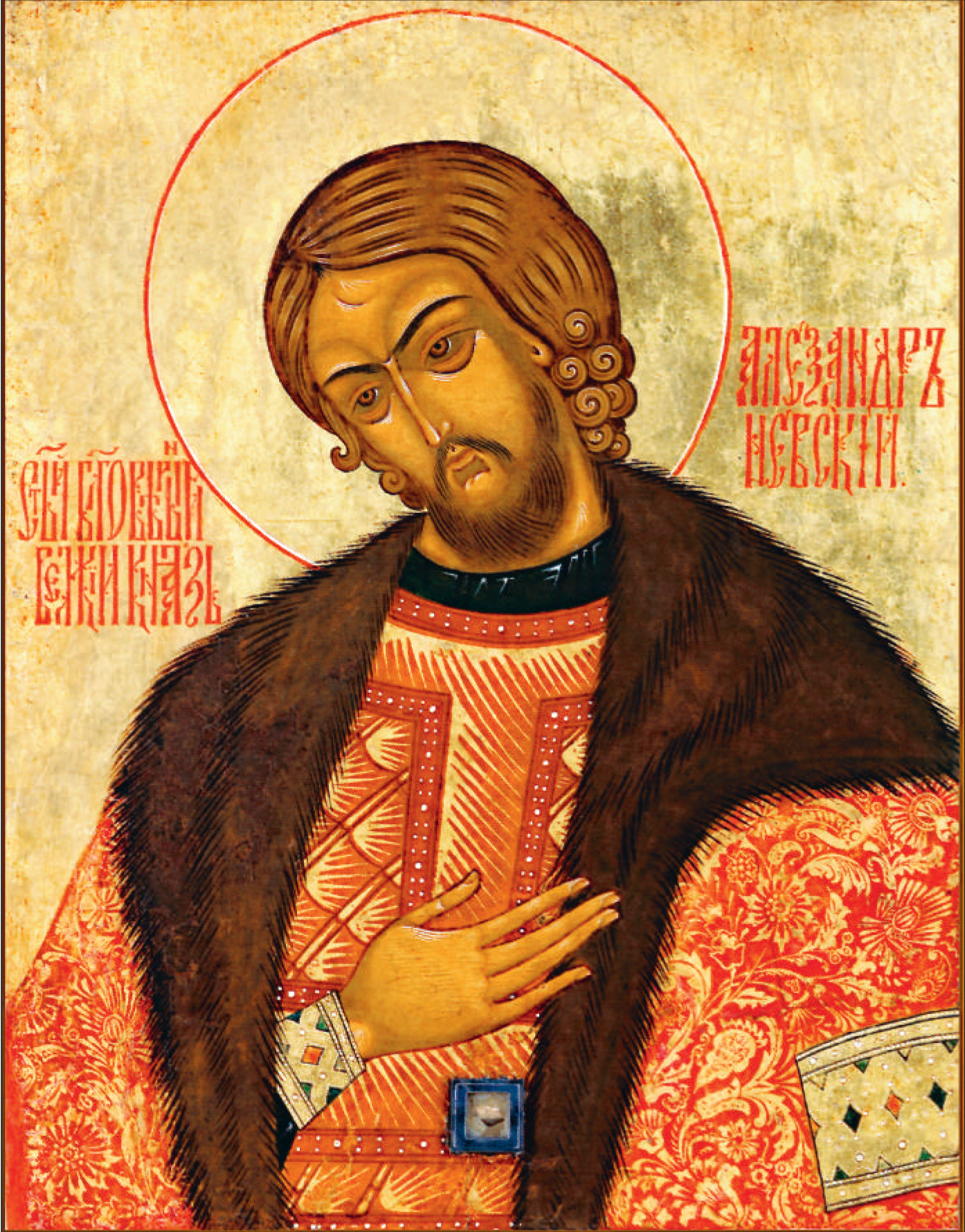
聖アレクサンドル・ネフスキーのイコン

12世紀・13世紀には西方教会に属するスウェーデンによる十字軍（北方十字軍）がフィンランドに対して行われた。その最初のものは1155年に行われ、さらに1239年と1293年にも侵攻が行われている。これによりフィンランドの大半がカトリック教会の傘下に入った。1240年にはカトリック教会のフィンランド司教トマスが、スウェーデン軍とフィンランド軍を率いてノヴゴロド共和国を攻撃している。ネヴァ河畔の戦いはこの頃の、スウェーデン軍を迎え撃つアレクサンドル・ネフスキー率いるノヴゴロド軍という構図の中で起こったものである。こうした経緯からカレリアでは、アレクサンドル・ネフスキーは聖人として格別の崇敬を集めている（現代ロシア正教会においても同様に格別の崇敬がなされている）。
カレリアはノヴゴロド共和国がスウェーデンから防衛することに成功したが、北フィンランドはスウェーデン領となった。16世紀末には、トリフォンが建てたペツァモの修道院がフィンランド人兵士により1590年に完全に破壊され、修道士も全員が殺害された。

### ノヴゴロド共和国のもとのカレリア
フィンランドの大半がカトリック教会を奉じるスウェーデンに編入されたのに対し、カレリア地方のみはノヴゴロド共和国に最終的に編入されることとなり（1323年）、正教圏に入ることとなった。ただし教会の実態はノヴゴロド大主教からは半ば独立していた。1400年までに、カレリアには7教区が設置され、それぞれの教区にいくつかの教会・聖堂が所属していた。
カレリア地方における正教の発展・展開は非常に緩やかなものであったが、16世紀にはノヴゴロド大主教マカリイにより、異教的要素から正教を純化しようとする精神的刷新が図られた。マカリイ大主教は1534年にロシア人修道士イリヤをカレリアに送り、異教のカルト的習慣を根絶することを命じた。イリヤは組織運営の能力と説教において有能な修道士であり、異教の習慣はカレリアから消えるに至った。

### スウェーデンのもとのカレリア
1617年、カレリアの大半の領域がルター派を国教とするスウェーデンに領有された。このことによる狂信的な空気の醸成により、カレリアにおける宗教的闘争が、ルター派から正教会に対して始められることとなった。3分の2の正教徒がロシアに逃れ、少数はルター派に改宗したが、困難な情勢下にあって残りの正教徒は自分達の信仰を守った。

### ロマノフ朝時代

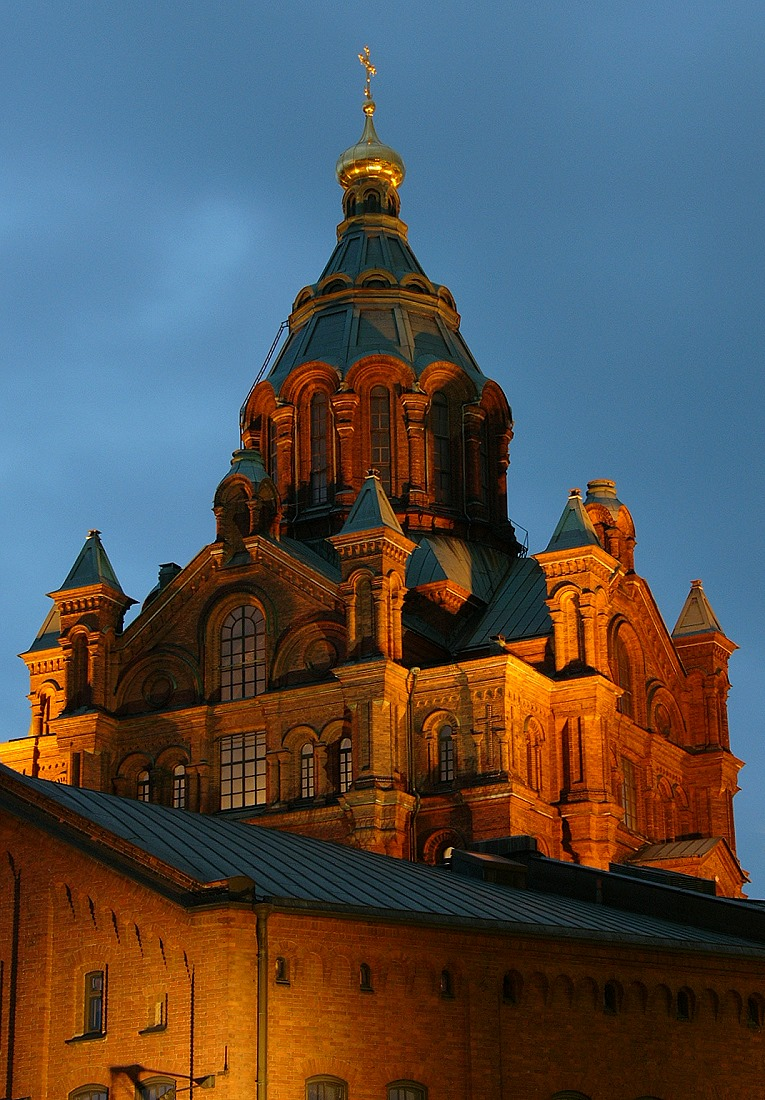
黄昏時の生神女就寝大聖堂

1721年にカレリアの大半がロシア帝国に領有され、1809年には全フィンランドがロシア帝国領となったことにより、18世紀・19世紀を通じてカレリアの正教会も回復されていった。これに伴い教会組織もロシア正教会のもとに入った。
19世紀末に入ると、ナショナリズムがカレリアにも広がった。これはロシアにおける汎スラヴ主義に対応するものであり、カレリア人・フィンランド人は自らの民族的アイデンティティの模索を始めた。一般にロシアの宗教として捉えられていた正教を自分達の教会として民族化（ナショナライズ）するため、カレリア人・フィンランド人は教会スラヴ語に代えてフィンランド語を奉神礼の言語として採用し、奉神礼における祈祷書や正教関連の文学作品をフィンランド語に訳していった。これらの動きに当初はロシアも寛容に受け止め、1892年にはフィンランド教区が設立された。しかし教区設立直後からロシア側の態度は硬化し、カレリア、フィンランドの教会は抑圧のもと苦難の道を歩むこととなった。

### ロシア革命後の自治教会成立とその後の承認関係
1917年にロシア革命によりフィンランドが独立すると、フィンランド教会は自治教会としての地位を宣言した。
フィンランド正教会におきていたナショナリズム的な動きを支援し、ロシアへの留学に頼っていた聖職者の養成を国内で行えるよう、フィンランド政府から1918年から援助が行われ神学校が設立された。
フィンランド教会の自治教会としての地位は、モスクワ総主教ティーホンにより1921年に承認された。しかし1923年にフィンランド正教会がコンスタンディヌーポリ総主教庁の庇護下に入ることを決定すると、1924年にモスクワ総主教からのフィンランド正教会の自治正教会位承認は破棄された。
その後長い間、フィンランド教会はモスクワ総主教からの自治正教会位承認の回復にむけて外交努力を行っていたが、1957年に、モスクワ総主教はコンスタンディヌーポリ総主教の庇護下にあるフィンランド正教会の自治正教会位を承認した。

### 国教承認・冬戦争および継続戦争

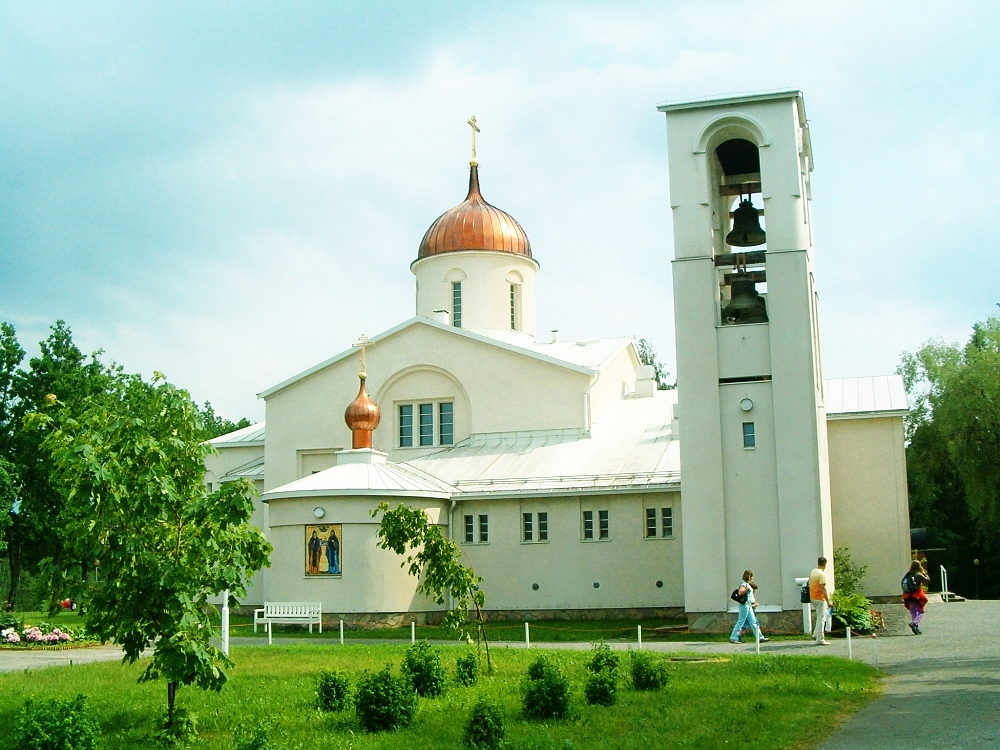
新ヴァラモ修道院の主聖堂（ヘイナヴェシ：Heinavesi、フィンランド）

両大戦間期に、フィンランド正教会は二番目の国教としての承認を国家から得た。フィンランド正教会は財政上の支援を国庫から受けることとなり、これに伴い、世俗の行政と調和させるために教区の再編成が行われた。
1940年代、冬戦争・継続戦争の戦禍やモスクワ講和条約による国境変動に伴い、ソ連政府による宗教弾圧政策を避けるためなどの理由から、約70％の正教徒がカレリアからフィンランドに亡命した。旧ソ連当局による宗教弾圧を避けてヴァラーム修道院から移住を余儀なくされた修道士達はフィンランドのヘイナヴェシ（Heinavesi）に移り、当地に新ヴァラモ修道院を設立した。これは現在も存続し、フィンランド正教会の重要な修道院となっている。

## 現況

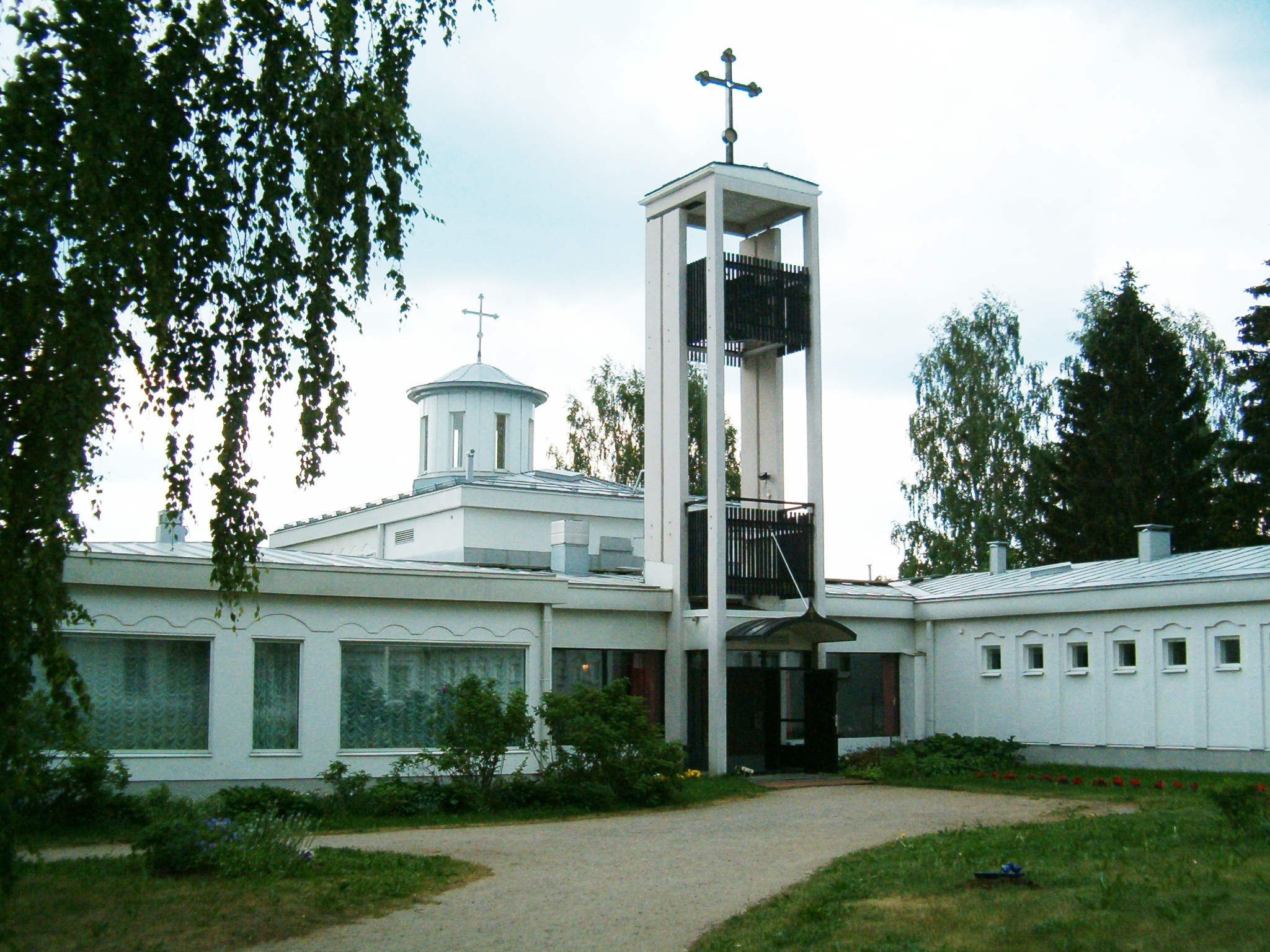
リントゥラ至聖三者女子修道院の教会

その後、フィンランドの二つ目の国教となったフィンランド正教会は、順調に教会活動を継続し発展している。現在、フィンランド正教会の信徒数は約6万人。新ヴァラモ修道院とリントゥラ至聖三者女子修道院の、二つの修道院がフィンランド正教会に存在する。教区は3つとなっている。
黎明期にあって大きな役割を果たしたヴァラーム修道院は、ソ連時代には共産主義政権による宗教弾圧政策により閉鎖されていたが、現在ではロシア連邦の領土内にあって再開されている。ただし所属はロシア正教会である。
日本人正教徒イコン画家であるペトロス佐々木巌はフィンランド正教会で活躍し、多くのイコンを聖堂等のために描いた。一部作品は日本正教会にも献納されている。
この他に、ロシア正教会所属の教会がフィンランドにいくつか設立されており、こちらに所属する信徒数は約2000人となっている。

## 主教区
首座主教はカレリアおよび全フィンランドの大主教の称号を持つ。フィンランド正教会は以下に挙げる3つの教区で構成されている。
- カレリア主教区
- ヘルシンキ主教区
- オウル主教区

## ギャラリー

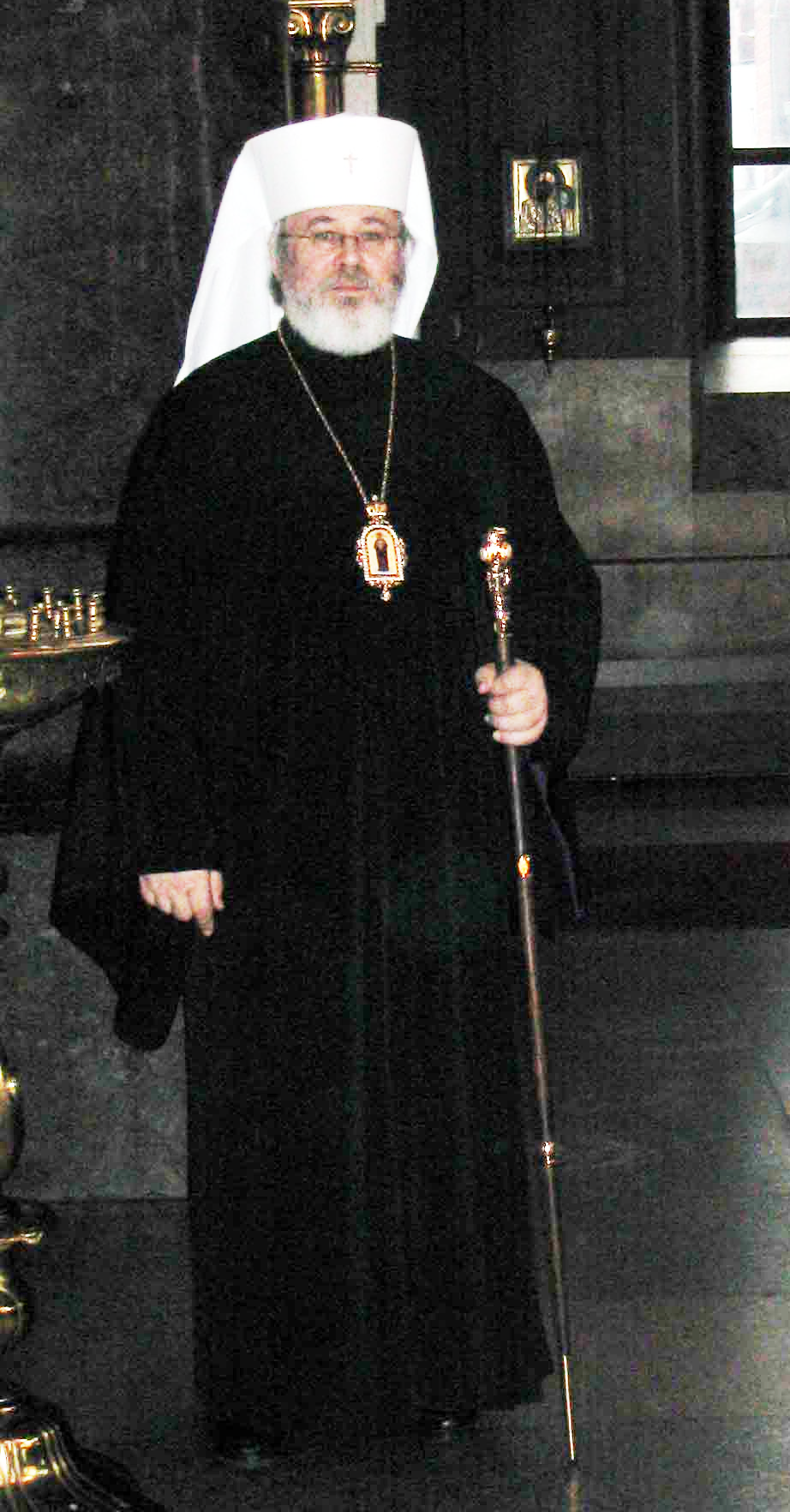
レオ大主教（2004年撮影）
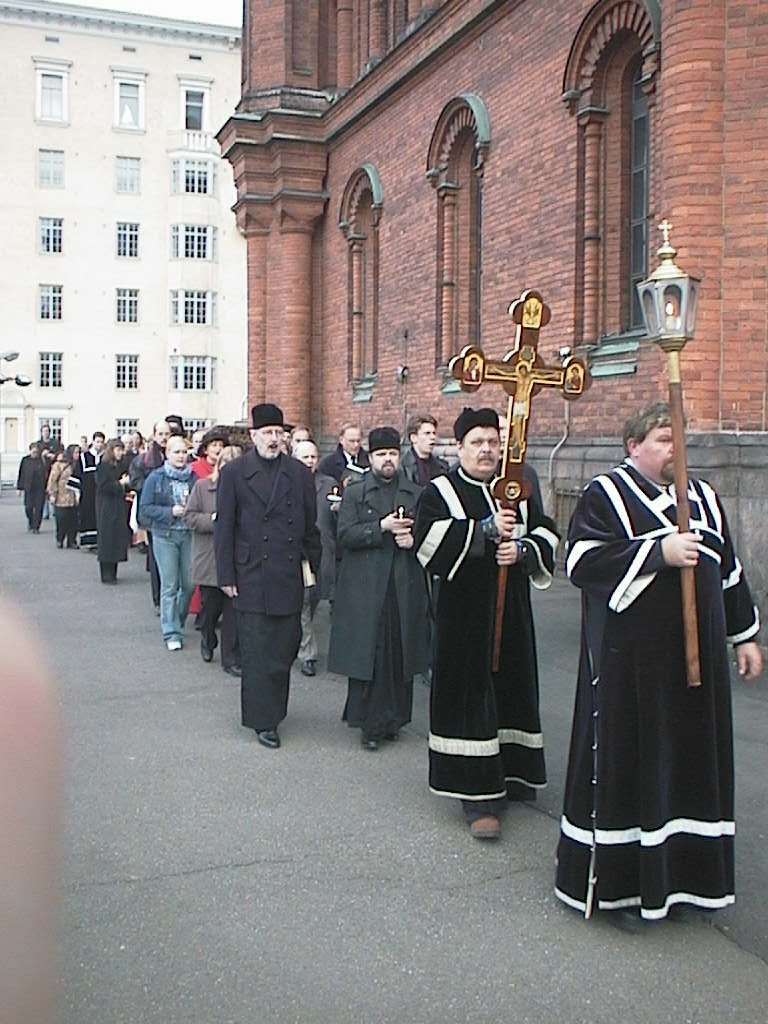
フィンランド正教会での十字行（2003年3月18日）
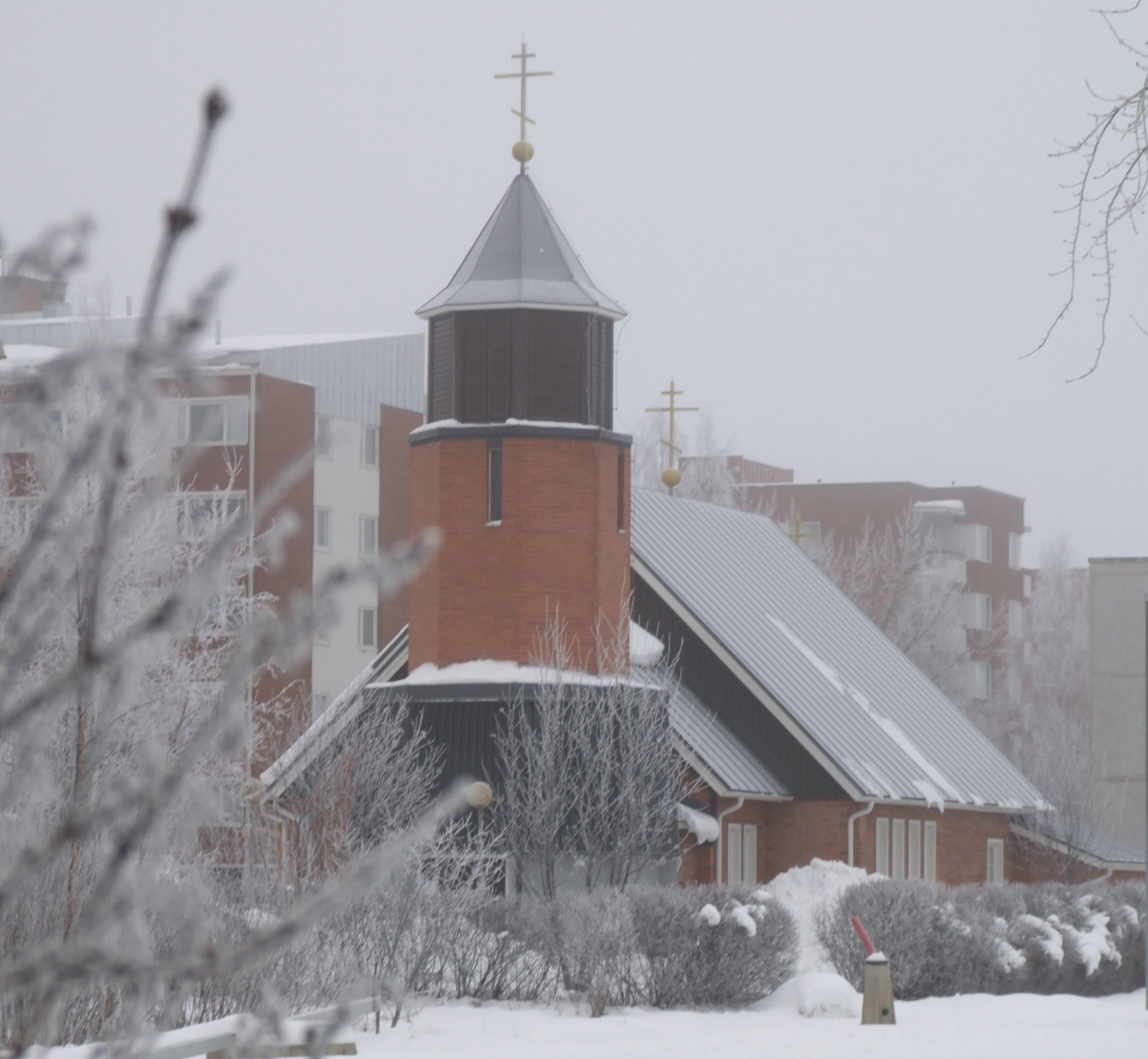
オウル主教区の主教座聖堂：至聖三者大聖堂
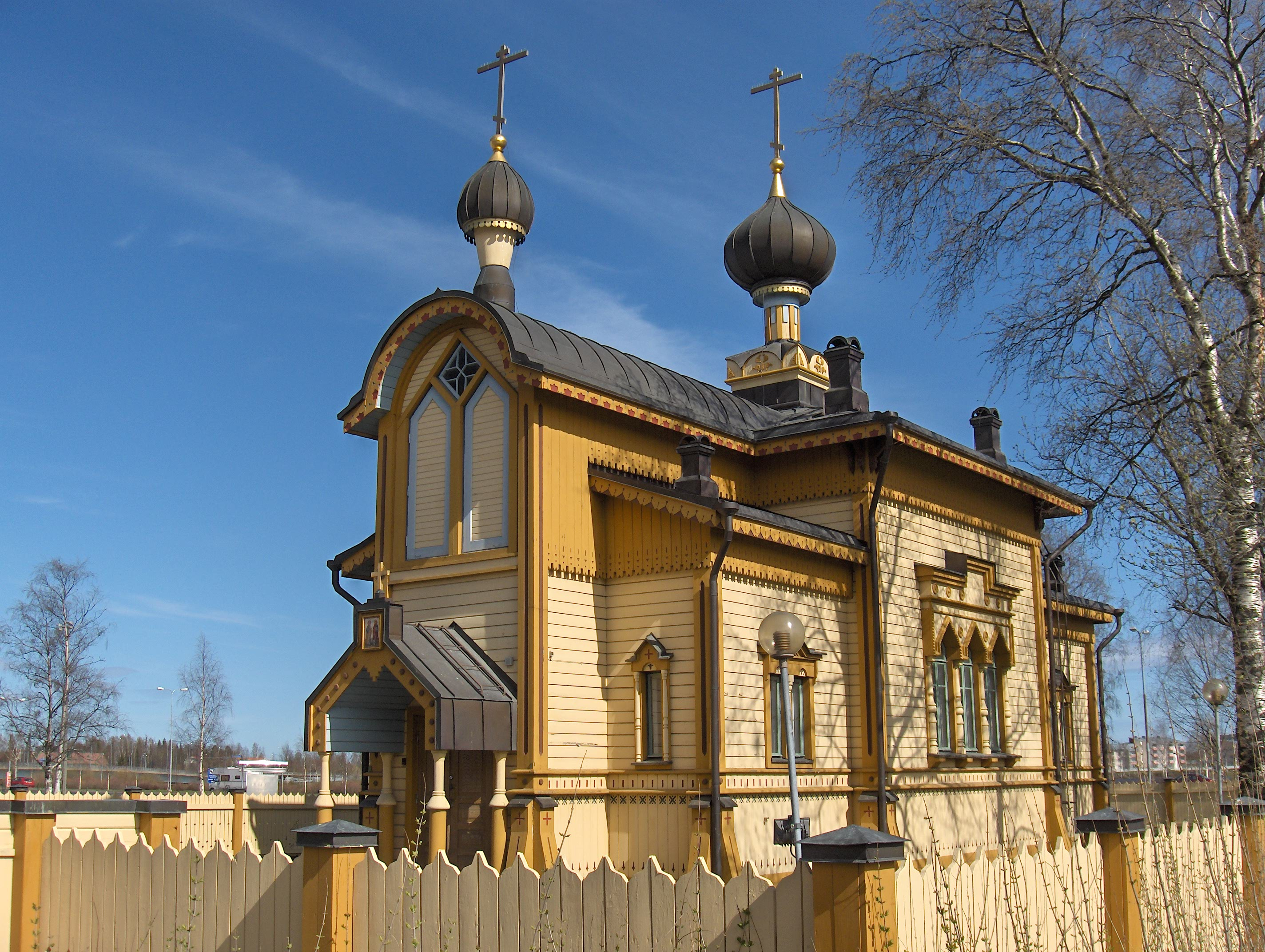
トルニオにある木造教会
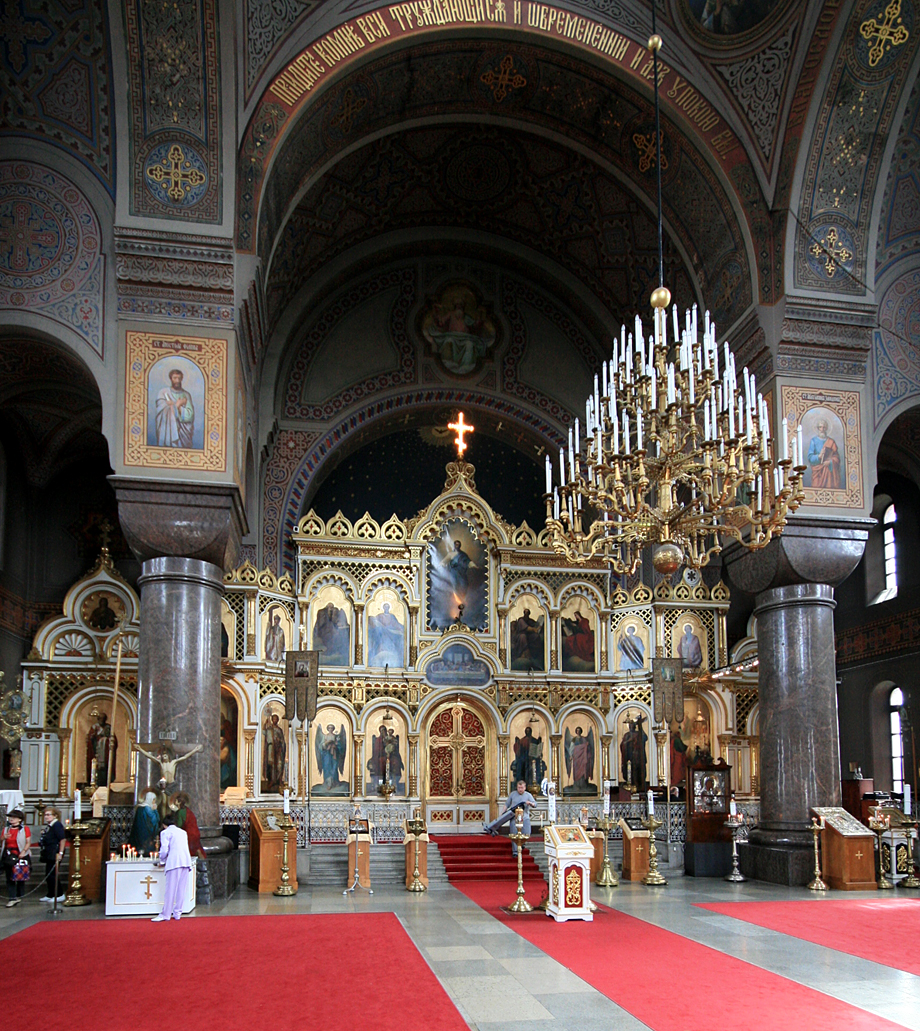
生神女就寝大聖堂 (ヘルシンキ)の内観。イコノスタシスが見える。
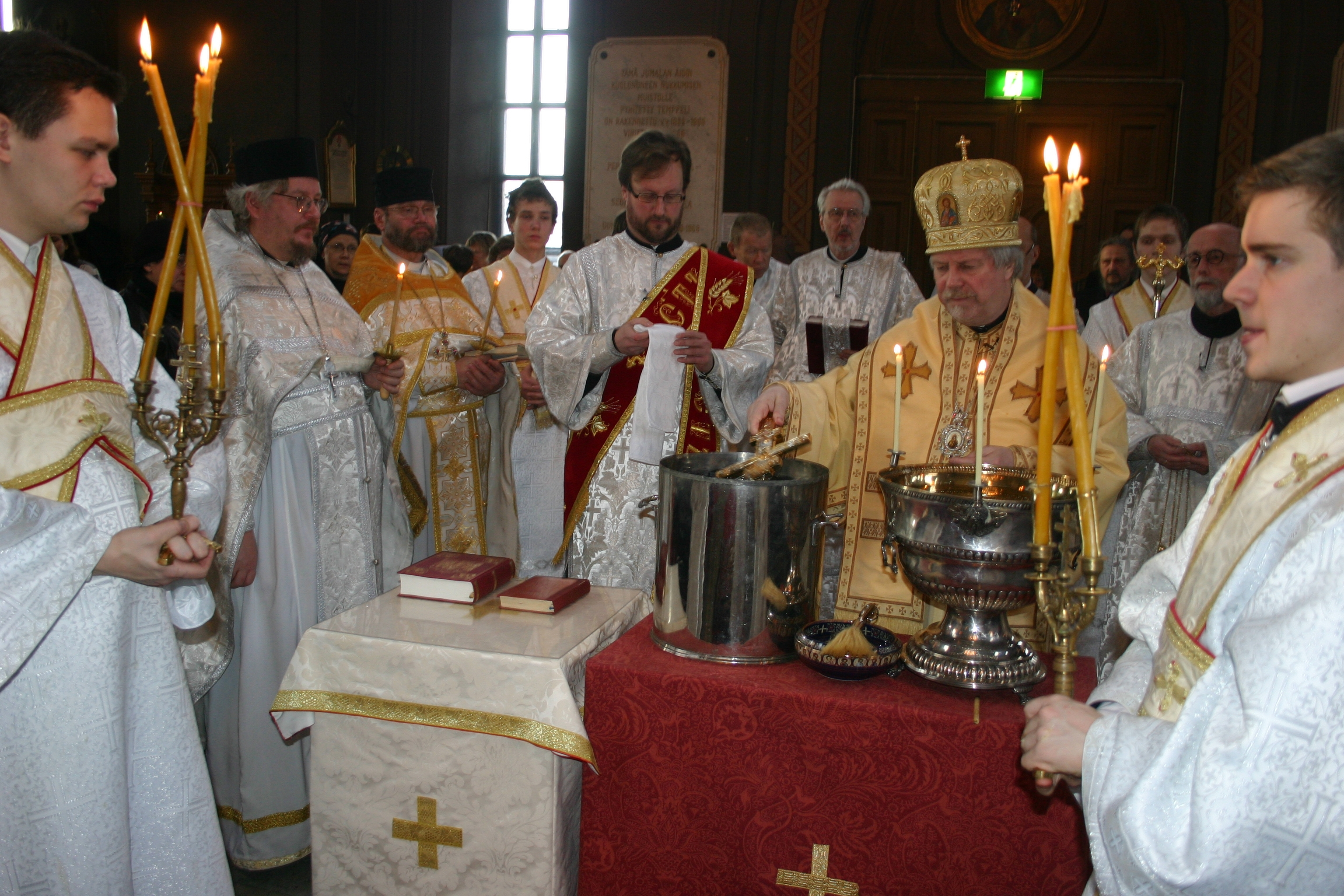
ヘルシンキの生神女就寝大聖堂における聖水式。主教が十字架を水の中に入れて十字を画いて水を成聖している。主教の前方左右（写真手前左右）にはディキリとトリキリを持つ副輔祭が立っている。ほか、司祭・輔祭が主教を囲んでいる。
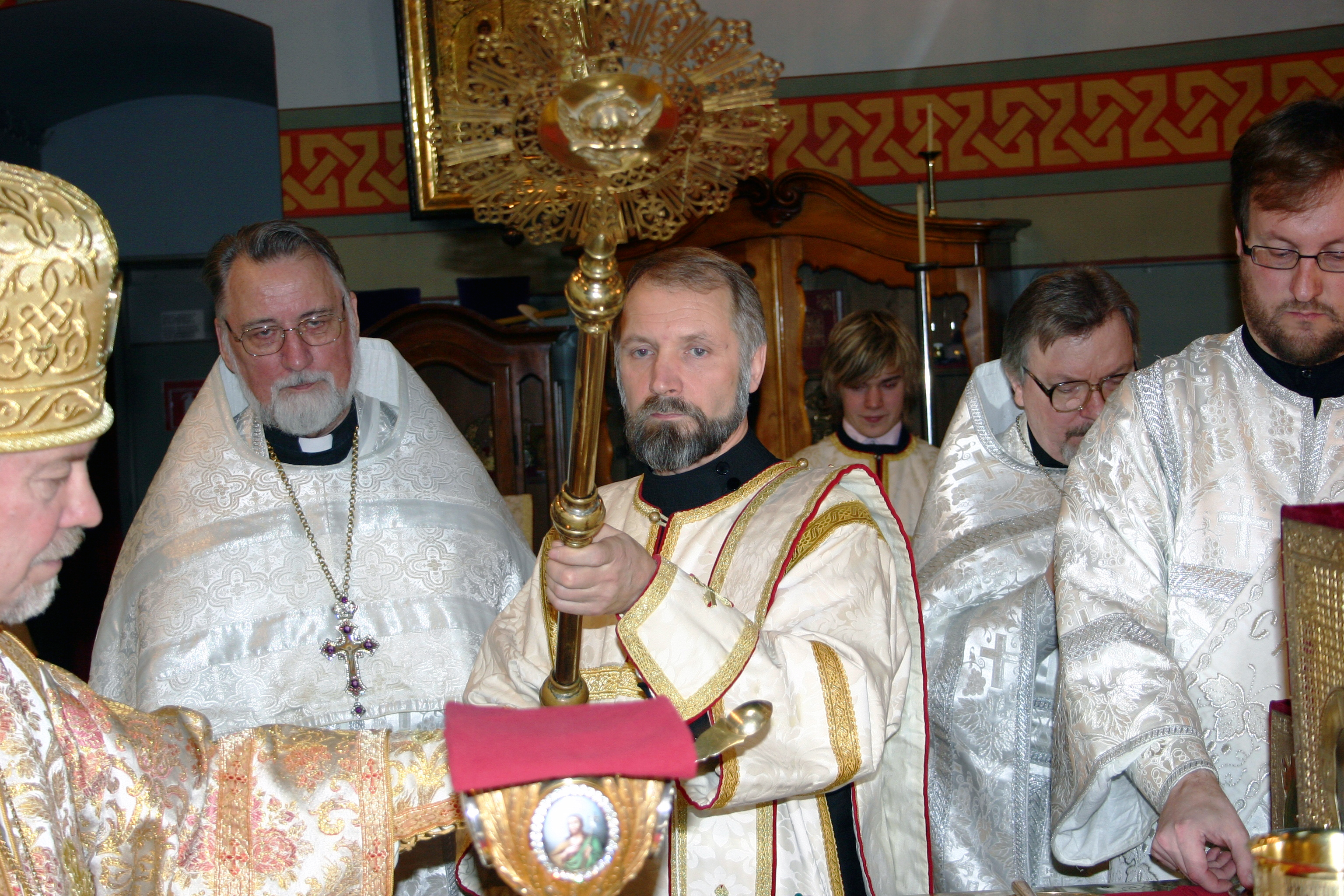
輔祭叙聖直後の光景。リピタを聖体の上に掲げている。

## 分類
- 正教会（ギリシャ正教、東方正教会） — 正教会の洗礼・聖体機密（聖体礼儀）を含む機密（秘蹟）は全ての正教会で有効。「ルーマニア正教会」「ロシア正教会」は組織名であり、一組織を信仰するかのような「ロシア正教を信仰する」「グルジア正教を信仰する」といった表現は誤りである。
  - 独立正教会（一部からの承認のみのものを含む）
    - アメリカ正教会
    - アルバニア正教会
    - アレクサンドリア教会（アレクサンドリア総主教庁）
    - アンティオキア教会（アンティオキア総主教庁）
    - ウクライナ正教会 (2018年設立)
    - エルサレム教会（エルサレム総主教庁）
    - キプロス正教会
    - ギリシャ正教会
    - グルジア正教会
    - コンスタンティヌーポリ教会（コンスタンティヌーポリ全地総主教庁）
    - セルビア正教会
    - チェコスロバキア正教会
    - ブルガリア正教会
    - ポーランド正教会
    - マケドニア正教会　一部のみその地位を承認。
    - ルーマニア正教会
    - ロシア正教会

  - 自治正教会（一部の承認のものも含む）
    - エストニア使徒正教会 — 一部のみその地位を承認。承認していない教会からは一教区扱い。
    - シナイ正教会
    - 正統オフリド大主教区 — 一部のみその地位を承認。承認していない教会からは一教区扱い。
    - 中国正教会 — 一部のみその地位を承認。承認していない教会からは一教区扱い。
    - 日本ハリストス正教会 — 一部のみその地位を承認。承認していない教会からは一教区扱い。
    - フィンランド正教会

  - 自主管理教会
    - アンティオキア正教会北米大主教区
    - ウクライナ正教会 (モスクワ総主教庁系)
    - エストニア正教会 — ロシア正教会の自主管理教会。
    - 在外ロシア正教会
    - モルドバ正教会
    - ラトビア正教会
    - 他